# Cegielnia-Obory
Cegielnia-Obory (dawn. Obory Cegielnia) – część miasta Konstancina-Jeziorny (SIMC 0920657), w województwie mazowieckim, w powiecie piaseczyńskim. Leży na południowo-wschodnim skraju miasta, przy granicy z Parcelą-Oborami.
Charakteryzuje się koncentrycznym układem urbanistycznym na wzór miasta-ogrodu.
Dawna osada, w latach 1867–1954 w gminie Jeziorna w powiecie warszawskim. 20 października 1933 utworzono gromadę Obory Cegielnia w granicach gminy Jeziorna, składającą się z osady Obory Cegielnia i folwarku Marynin.
Podczas II wojny światowej w Generalnym Gubernatorstwie, w dystrykcie warszawskim. W 1943 Obory Cegielnia liczyły 211 mieszkańców.
Od 1 lipca 1952 w powiecie piaseczyńskim.
W związku z reorganizacją administracji wiejskiej jesienią 1954 Obory Cegielnia (z wyłączeniem parceli Obory) weszła w skład gromady Słomczyn, wraz z Borowiną, Cieciszewem, Oborami, Piaskami, Słomczynem, Dębówką, Kawenczynem, Kawenczynkiem i Turowicami.
W związku z reaktywowaniem gmin 1 stycznia 1973 Cegielnia-Obory weszła w skład nowo utworzonej gminy Konstancin-Jeziorna.
1 sierpnia 1977 Cegielnię-Obory (a także Chylice-Cegielnię, Skolimów C, Skolimów Wieś, Stare Wierzbno i Nowe Wierzbno) wyłączono z gminy Konstancin-Jeziorna i włączono do Konstancina-Jeziorny.